# Leiothrix sinuosa
Leiothrix sinuosa är en gräsväxtart som beskrevs av Ana Maria Giulietti. Leiothrix sinuosa ingår i släktet Leiothrix och familjen Eriocaulaceae. Inga underarter finns listade i Catalogue of Life.